# Wolfgang Ihle
Wolfgang Ihle (* 19. März 1956 in Glauchau) ist ein ehemaliger deutscher Fußballspieler. In der höchsten Spielklasse des DDR-Fußballs, der Oberliga, spielte er für den FC Karl-Marx-Stadt und die SG Dynamo Dresden. Ihle wurde ebenfalls in Auswahlmannschaften des DFV eingesetzt.

## Sportliche Laufbahn

### Gemeinschafts- und Clubstationen
Ihles Fußball-Laufbahn begann bei der kleinen Betriebssportgemeinschaft Turbine Karl-Marx-Stadt. Von dort wurde er 1968 zum Fußballschwerpunkt der Region, dem FC Karl-Marx-Stadt (FCK), delegiert. Er durchlief dort die weiteren Nachwuchsmannschaften und spielte ab 1972 für den FCK in der Juniorenoberliga.
Zur Saison 1974/75 wurde Ihle, damals noch Schüler, erstmals in das Oberligaaufgebot des FCK aufgenommen. Am letzten Spieltag der Vorsaison, ausgetragen am 6. April 1974, kam er bereits als Juniorenspieler zu seinem ersten Einsatz in der Oberliga. In der Begegnung BFC Dynamo – FCK (2:1) wurde er als Mittelstürmer von Beginn an aufgeboten. In der Spielzeit 1974/75 wurde der damals 1,72 Meter große Ihle mit 19 Einsätzen und vier Toren zur festen Größe in der Oberligamannschaft und schaffte 1975/76 mit 22 Oberligapunktspielen endgültig den Durchbruch zum Stammspieler als Linksaußenstürmer.
Obwohl Ihle bis Ende 1979 103 von 144 möglichen Oberligapunktspielen bestritten und 20 Tore erzielt hatte, gab ihn der FCK Anfang 1980 im Tausch gegen Klaus Müller an den Oberligakonkurrenten Dynamo Dresden ab. Nachdem Ihle bis zum Saisonende sieben Erstligaeinsätze in Dresden absolviert hatte, wurde der Tausch wieder rückgängig gemacht, und zu Beginn der Saison 1980/81 spielte Ihle wieder für den FCK und gehörte mit 22 Einsätzen sofort wieder zum Oberligastamm. Im November 1982 musste er, nachdem er sein Sportlehrerstudium beendet hatte, zum Militärdienst bei der NVA antreten. Er erhielt aber die Möglichkeit, bei der zweit-, später drittklassigen Armeesportgemeinschaft Vorwärts Plauen weiterhin Fußball zu spielen.
Im Mai 1984 kehrte der nunmehr 1,74 Meter große Ihle zum FCK zurück und wurde sofort in drei restlichen Spieltagen der Saison wieder eingesetzt. 1984/85 spielte der Sportlehrer bis zum 18. Oberligaspieltag weitere zehn Mal für den FCK. Im Sommer 1985 wechselte der 29-Jährige zum Zweitligisten BSG Motor 'Fritz Heckert' Karl-Marx-Stadt, bei dem bereits seit der Vorsaison auch seine ehemaligen FCK-Mitspieler Frank Eitemüller und Mario Schubert aktiv waren. Mit ihm stieg er 1986 in die Bezirksliga ab und wechselte 1987 zum Bezirksligisten WEMA/Aufbau Plauen, bei dem Ihle 1990 schließlich seine Laufbahn als aktiver Fußballspieler beendete. In der Oberliga hatte Ihle 178 Spiele bestritten, 171 für den FC Karl-Marx-Stadt und sieben für Dynamo Dresden. Für den FCK erzielte er 30, für Dresden zwei Tore.

### Auswahleinsätze
Im Sommer 1973 wurde Ihle in den Kader der DDR-Juniorennationalmannschaft aufgenommen und bestritt am 27. Juni 1973 sein erstes Juniorenländerspiel. Beim 3:0-Auswärtssieg gegen Finnland spielte der FCK-Angreifer als Linksaußenstürmer. Bei den Jugendwettkämpfen der Freundschaft, im Herbst 1973 in der UdSSR ausgetragen, belegte der FCK-Angreifer mit dem von Rudolf Krause und Werner Walther betreuten Team den 7. Platz.
Insgesamt wirkte Ihle in 13 Juniorenländerspielen mit. Beim UEFA-Juniorenturnier 1974 in Schweden bestritt er im Eröffnungsspiel gegen Polen, das die Vertretung des DFV mit 1:0 gewann, seine letzte Partie in dieser Jahrgangsmannschaft. Als Tabellenzweiter der Vorrundengruppe B hinter Jugoslawien gelang den DDR-Junioren nicht der Einzug ins Halbfinale.
Ab Herbst 1974 gehörte er zum Kader des DDR-Nachwuchsnationalteams. Für die ostdeutsche U-21-Auswahl bestritt er bis November 1976 13 Einsätze, in denen ihm ein Treffer gelang.

## Trainerlaufbahn
In den Spielzeiten 2009/10, 2010/11 und 2017/18 betreute er den SSV Ober-/Unterlangenstadt, 2015/16 den TSV Gestungshausen. Später folgten weitere Traineraufgaben beim SV Lok Uebigau beziehungsweise dessen Spielgemeinschaft mit dem ESV Lok Falkenberg im Nachwuchsbereich.